# Municipio de Rayones
El municipio de Rayones es uno de los 51 municipios del estado mexicano de Nuevo León. Su cabecera es la localidad de Rayones.

## Geografía
El municipio de Rayones colinda al norte con el municipio de Santiago y el estado de Coahuila; al este con el municipio de Montemorelos; al sur con los municipios de Iturbide y Linares; y al oeste con el municipio de Galeana.

## Localidades
El municipio de Rayones cuenta con 80 localidades.
| Localidad       | Población (2020) |
| --------------- | ---------------- |
| Rayones         | 369              |
| Pablo L. Sidar  | 218              |
| Emiliano Zapata | 169              |

## Gobierno
| Presidente municipal            | Periodo   | Partido | Partido                              |
| ------------------------------- | --------- | ------- | ------------------------------------ |
| Rogelio Treviño T.              | 1939-1940 |         | Partido de la Revolución Mexicana    |
| Santiago Morales                | 1939-1940 |         | Partido de la Revolución Mexicana    |
| José Andrés García              | 1941-1942 |         | Partido de la Revolución Mexicana    |
| Raúl de la Fuente Valdés        | 1943-1945 |         | Partido de la Revolución Mexicana    |
| Jacobo Román Ramos              | 1946-1948 |         | Partido Revolucionario Institucional |
| Roberto Valdés Hernández        | 1949-1951 |         | Partido Revolucionario Institucional |
| Ildefonso de la Fuente Álvarez  | 1952-1954 |         | Partido Revolucionario Institucional |
| Gabino Salinas Salinas          | 1955-1957 |         | Partido Revolucionario Institucional |
| José Rodríguez Yerena           | 1958-1960 |         | Partido Revolucionario Institucional |
| Felipe Gutiérrez Saucedo        | 1961-1963 |         | Partido Revolucionario Institucional |
| Emilio García Ramos             | 1964-1966 |         | Partido Revolucionario Institucional |
| Raúl de la Fuente Valdés        | 1967-1969 |         | Partido Revolucionario Institucional |
| Laurentino Sánchez Ramos        | 1970-1971 |         | Partido Revolucionario Institucional |
| Cuauhtémoc Oyervides Ramos      | 1972-1973 |         | Partido Revolucionario Institucional |
| Hernán Cortés Chapa             | 1974-1976 |         | Partido Revolucionario Institucional |
| Laurentino Sánchez Flores       | 1977-1979 |         | Partido Revolucionario Institucional |
| Ildefonso de la Fuente Álvarez  | 1980-1982 |         | Partido Revolucionario Institucional |
| Felipe Gutiérrez                | 1983-1985 |         | Partido Revolucionario Institucional |
| Efraín Palomares F.             | 1983-1985 |         | Partido Revolucionario Institucional |
| Juventino Salinas de la Fuente  | 1986-1988 |         | Partido Revolucionario Institucional |
| Fidel Navejar de la Fuente      | 1989-1991 |         | Partido Revolucionario Institucional |
| Juan Oyervides Valdés           | 1992-1994 |         | Partido Revolucionario Institucional |
| Armando Espinoza Navejar        | 1994-1997 |         | Partido Revolucionario Institucional |
| Arturo Reyes Valdés             | 1997-2000 |         | Partido Revolucionario Institucional |
| Juan Manuel Gallardo Luna       | 2000-2003 |         | Partido Revolucionario Institucional |
| Sergio de la Fuente Valadez     | 2003-2006 |         | Partido Acción Nacional              |
| Artemio de la Fuente Espinosa   | 2006-2009 |         | Partido Revolucionario Institucional |
| Jaime Salinas Valdés            | 2009-2012 |         | Partido Acción Nacional              |
| Rolando Montoya del Bosque      | 2012-2015 |         | Partido Acción Nacional              |
| Antonio García Ramos            | 2015-2018 |         | Partido Acción Nacional              |
| Sandra Margarita Torres Salazar | 2018-2021 |         | Partido Acción Nacional              |
| Sandra Margarita Torres Salazar | 2021-2024 |         | Partido Acción Nacional              |